# Stelletta horrens
Stelletta horrens är en svampdjursart som beskrevs av James Barrie Kirkpatrick 1902. Stelletta horrens ingår i släktet Stelletta och familjen Ancorinidae. Utöver nominatformen finns också underarten S. h. subcylindrica.